# 서울묵동초등학교
서울묵동초등학교는 대한민국 서울특별시 중랑구 중화동)에 있는 초등학교다.

## 학교 연혁
- 1972년 8월 28일 : 서울묵동국민학교 설립인가
- 1972년 9월 1일 : 초대 교장 유연성 취임
- 1972년 12월 23일 서울묵동국민학교 개교 (아동 2,141명, 26학급)
- 1975년 9월 1일 : 제2대 교장 송회택 취임
- 1976년 3월 1일 : 제3대 교장 김광연 취임
- 1979년 4월 5일 : 제4대 교장 박광돈 취임
- 1981년 1월 17일 : 제5대 교장 강연환 취임
- 1983년 9월 1일 상봉국민학교 분리 (882명)
- 1985년 3월 1일 신묵국민학교 분리 (1936명)
- 1987년 3월 10일 : 제6대 교장 김덕호 취임
- 1988년 3월 1일 : 67학급 편성(3775명) 특수학급 2 포함
- 1989년 5월 20일 학습원(연못, 기상대) 설치
- 1991년 3월 1일 : 제7대 교장 서성옥 취임
- 1992년 2월 18일 : 제19회 졸업식
- 1992년 9월 1일 : 제8대 교장 김정기 취임
- 1993년 2월 18일 : 제20회 졸업식
- 1993년 6월 2일 도서실 개관
- 1994년 9월 1일 : 제9대 교장 조종만 취임
- 1996년 3월 1일 서울묵동초등학교로 개칭
- 1997년 9월 1일 : 제10대 교장 전운재 교장 취임
- 1997년 12월 10일 교단 선진화 자료실(7교실) 설치
- 1998년 2월 19일 : 제25회 졸업식
- 1999년 2월 28일 급식실 완성
- 1999년 9월 1일 중흥초등학교 분리 (11학급)
- 1999년 11월 22일 멀티미디어실 구축
- 2000년 3월 1일 : 제11대 교장 천봉기 취임
- 2000년 8월 31일 제2컴퓨터실 개관
- 2001년 3월 26일 도서실 전산화 (장서 8000권)
- 2003년 2월 13일 : 제30회 졸업식
- 2004년 3월 1일 : 제12대 주장완 교장 취임
- 2007년 12월 17일 민들레 슬기샘터(도서관) 개관식
- 2008년 2월 14일 : 제35회 졸업식 (남 146명, 여 105명, 총 251명 졸업생 누계 22,165명)
- 2008년 6월 28일 동부특수교육 지원센터 설치 운영
- 2009년 2월 13일 : 제36회 졸업식 (남 122명, 여 100명, 총 222명 졸업생 누계 22,387명)
- 2009년 3월 1일 : 제13대 최광규 교장 취임
- 2010년 2월 1일 소강당 설치
- 2010년 2월 11일 : 제37회 졸업식 (총 22,623명 졸업)
- 2010년 9월 20일 묵동어울터(체육관) 개관
- 2011년 2월 17일 : 제38회 졸업식 175명 졸업 (총 22,798명 졸업)
- 2012년 2월 15일 : 제39회 졸업식 188명 졸업 (총 22,986명 졸업)
- 2013년 2월 15일 : 제40회 졸업식 167명 졸업 (총 23,135명 졸업)
- 2013년 3월 1일 : 제14대 김수일 교장 취임
- 2013년 3월 1일 : 29학급 (특수 2학급 포함)
- 2014년 2월 14일 : 제41회 졸업식 139명 졸업 (총 23,274명 졸업)
- 2014년 3월 1일 : 27학급 (특수 2학급 포함)
- 2015년 2월 13일 : 제42회 졸업식 139명 졸업 (총 23,413명 졸업)
- 2015년 3월 1일 : 25학급 (특수 2학급 포함)
- 2016년 2월 12일 제43회 졸업식 104명 졸업 (총 23,510명 졸업)
- 2016년 3월 1일 24학급(471명) 편성 (특수학급 2학급 포함)
- 2017년 2월 16일 제44회 졸업식 86명 졸업 (총23,596명 졸업)
- 2017년 3월 1일 24학급 (특수 2학급 포함)
- 2017년 3월 1일 제15대 방미란 교장 취임
- 2018년 2월 13일 : 제45회 졸업식 76명 졸업 (총 23,672명 졸업)
- 2018년 3월 1일 : 24학급(462명, 특수 2학급 포함) 편성
- 2018년 12월 19일 식당 급식으로 개편
- 2022년 10월 25일 개교 50주년

## 참고 자료
- 서울묵동초등학교 - 한국교육학술정보원 학교알리미